# Grochów (Łódź)

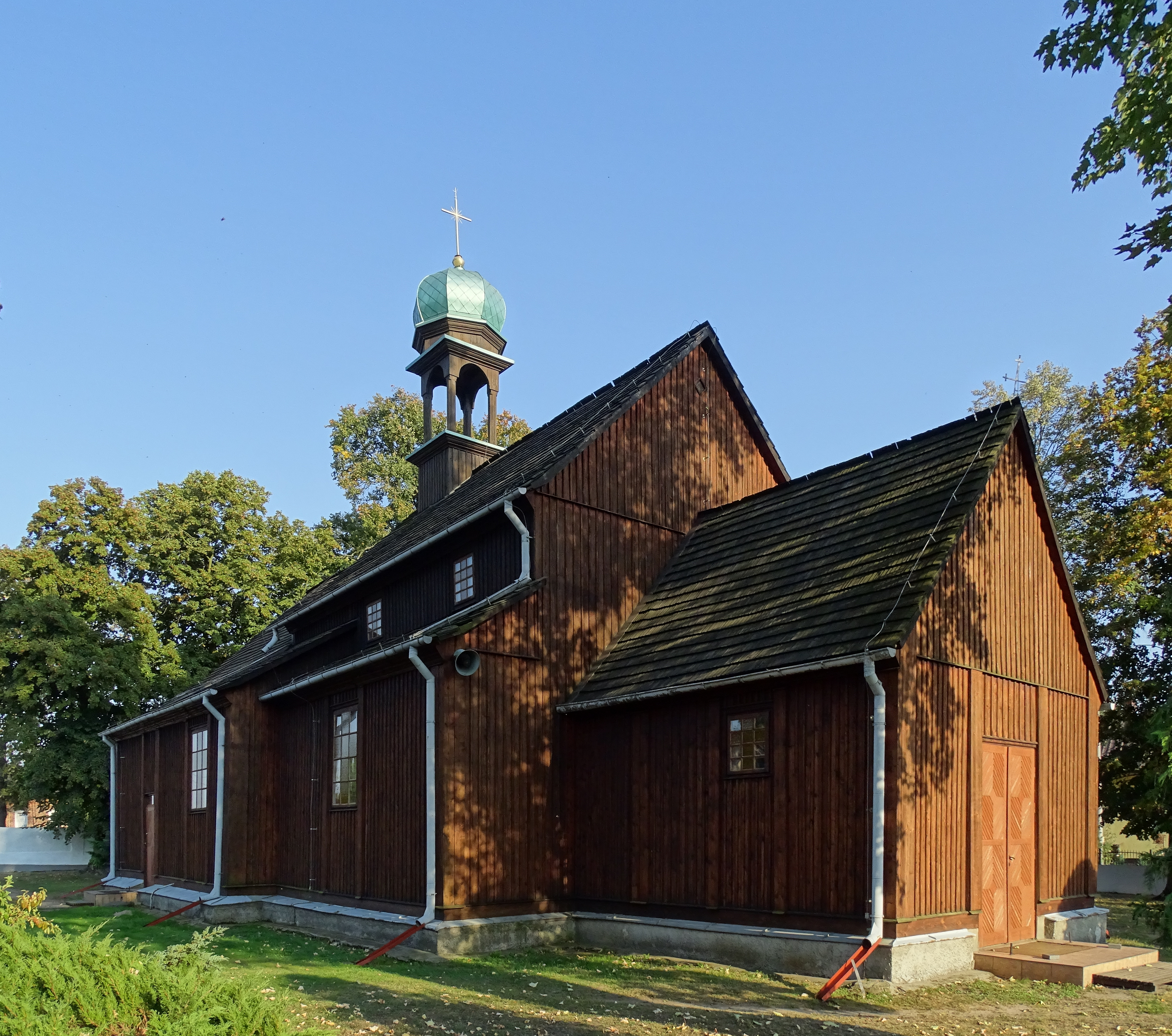
De kerk Van Tomas uit 1681.

Grochów is een dorp in de Poolse woiwodschap Łódź. De plaats maakt deel uit van de gemeente Nowe Ostrowy.